# Manuel Vaqué i Ferrandis
Manuel Vaqué i Ferrandis   (Sant Andreu de Palomar, 29 de març de 1914 - 10 de juny de 2003) fou un empresari català, fundador de l'empresa industrial Inoxcrom i del grup immobiliari CEVASA.

## Biografia
Era fill del guardià urbà Manuel Vaqué i Oriol i d'Empar Ferrandis i Pardo, i va tenir quatre fills: María, Empar, Eulalia i Manel.
Va començar la seva carrera dins d'aquest sector obrint un taller de fabricació de plomins el 1942 (Industrial Mava). El 1955 dissenyà una estilogràfica que tragué al mercat sota la marca Inoxcrom. Després de l'èxit de la 55 surtí el primer bolígraf, batejat també com a 55. L'èxit de la marca va fer que el 1964 es constituís l'empresa d'aquest nom, una de les deu companyies líders del sector.
El 22 de novembre del 1968, Manuel Vaqué va crear l'empresa Compañía Española de Viviendas de Alquiler (CEVASA) que principalment disposava de cases a Barcelona, Madrid i Sabadell.
Va ser conseller de diferents empreses com Aigües de Barcelona o la immobiliària Zabálbaru.